# Ålands församling
Ålands församling var en församling i Uppsala stift och i Uppsala kommun i Uppsala län. Församlingen uppgick 2006 i Norra Hagunda församling.

## Administrativ historik
Församlingen har medeltida ursprung. 
Församlingen var under medeltiden annexförsamling i pastoratet Järlåsa och Åland för att därefter till 1 maj 1927 vara annexförsamling i pastoratet Skogs-Tibble och Åland. Från 1 maj 1927 till 1962 var församlingen annexförsamling i pastoratet Järlåsa, Skogs-Tibble och Åland. Från 1962 till 2006 var den annexförsamling i pastoratet Vänge, Läby, Järlåsa, Skogs-Tibble och Åland. Församlingen uppgick 2006 i Norra Hagunda församling.

## Kyrkor
- Ålands kyrka